# Трогир
Трогир (на хърватски: Trogir; на италиански: Traù; на латински: Tragurium) e град в историческата област Далмация, Хърватия. Разположен е в централната част на адриатическото крайбрежие, на 27 км северозападно от град Сплит. Има население от 13 322 жители (по данни от 2001).
Централната историческа част на Трогир е включена в списъка на световното наследство на ЮНЕСКО. Историческият Стар град се намира на неголям остров, разположен между континенталната част и остров Чиово.

## История
Трогир е основан през 3 век пр.н.е. от гръцки колонисти. Градът успешно се развива, въпреки че през римския период е в конкуренция с близкия град Салона (Сплит). През 7 век на далматинското крайбрежие се заселват славяните и не след дълго градът попада под властта на хърватските крале.
През 1123 г. Трогир е напълно разрушен от сарацините, но скоро след това е възстановен отново и достига своя пик в развитието си през 18 век. През 1420 г. Трогир заедно със значителна част от далматинското крайбрежие попада под контрола на Венецианската република.
След падането на Венецианската република през 1797 г. градът става част от Австрия. По време на Първата и Втората световна война Трогир е окупиран от Италия, след което е в границите на Югославия. След разпадането на Югославия в началото на 90-те години на 20 век градът е част от Независима Хърватия.

## Забележителности
Трогир има над 2300 години непрекъсната градска традиция. Неговото културно наследство е оформено под влиянието на древните гърци, римляни и венецианци. Трогир има множество архитектурни паметници от различни епохи като дворци, църкви и кули, както и една крепост крепост, поради което през 1997 г. е вписан в Списъка на световното наследство. Правоъгълната му градска планировка датира още от елинистичния период, която по-късно последователно е доразвивана от различни владетели със забележителни обществени и жилищни сгради и укрепления. Неговите красиви римски църкви се допълват от впечатляващи ренесансови и барокови сгради от венецианския период.
Трогир е най-добре запазеният римски-готически град не само в Адриатика, но и в цяла Централна Европа. Средновековната стара част на Трогир е заобиколена от крепостни стени, запазен замък и кула и поредица от жилища и дворци в романски, готически, ренесансов и бароков стил. Най-величествената сграда в града е Трогирската катедрала, чиято западна порта е дело на майстор Радован, призната за най-значимия труд на римско-готическия стил в Хърватия.
Най-важните исторически обекти в Трогир са:
- Стария град, в който има около 10 църкви и множество сгради от 13 век
- Градската порта (17 век) и градски стени (15 век)
- Крепостта Камерленго (15 век)
- Херцогския дворец (13 век)
- Трогирската катедрала (13 век) с портата на майстор Радован
- Дворците на Чипико от 15 век
- Градската лоджия от 15 век